# Friedrich Overbeck
Johann Friedrich Overbeck (født 4. juli 1789 i Lübeck, død 12. november 1869 i Rom) var en tysk maler, farbror til Johannes Overbeck.
17 år gammel kom Overbeck på Wiens Akademi. Han blev  bortvist sammen med nogle andre unge malere, der var betaget af romantikkens syner og fjendtligt stemt mod alt akademisk væsen. De tog 1810 til Rom, og Overbeck, den betydeligste af dem, blev den ledende ånd; hernede opstod så det ejendommelige kunstnersamfund, San Isidoros kunstbroderskab, hvor Peter von Cornelius, Overbeck, Julius Schnorr von Carolsfeld, Friedrich Wilhelm Schadow og Philipp Veit blev de førende, og hvis program: Kunst og religion i en højere enhed, blev samlingsmærket for nazarenerne. Da Cornelius, den mest energiske, ligesom flere andre snart emanciperede sig fra denne retning og nogle år senere forlod Rom, blev Overbeck den egentlige bærer for nazarensk kunst i dens følelsesfuldt-blide og mystisk-sværmeriske skikkelse. 
1813 var Overbeck gået over til katolicismen, og religionen tog efterhånden så stærkt magten fra kunsten, at den i sin fanatisme efterhånden berøvede Overbecks kunst, der inden for rammerne af den før-rafaeliske kunsts formsprog (Fiesole, Pietro Perugino, Francia) havde udmærket sig ved formens stilfuldhed og tegningens konturfinhed, adskillige af dens kunstneriske værdier. Ensidigheden, den religiøse askese i Overbecks kunst, bragte således hurtig Nazaren-Skolen til fald, og da Overbeck, en kunstner højtstræbende, fantasifuld og sjælsdyb som få, døde højt til års, var han en for længst glemt mand. Overbeck har udført betydelige freskoarbejder: Josefs historie (1816) i Bartholdys Casa Zuccharo (nu i Berlin), Det befriede Jerusalem (Massimis Villa), Frants’ Rosenunder, Fresker 1829 i Santa Maria degli Angeli ved Assisi, oliemalerierne Christi Indtog i Jerusalem (1820) og Pietá (Lübecks Maria-Kirke), Maries Kroning Kölner Dom, det store, lidet vellykkede Religionens Triumf i Kunsten i lignelse af Rafaels disputa (1840, Frankfurts Städelske Museum), Marias Kroning (1866, Mexiko) etc. Også portrætter, selvportræt 1844 i Uffizi, andre i museum i Berlin, Lübeck (der har en Overbeck-sal), udmærket mandsportræt i Hamburger Kunsthalle med videre. I kartoner og tegninger kommer hans kunst oftest bedst til sin ret: Jesu Kristi levned (40 tegninger, gengivne i stik), Passionen (de 14 stationer), de syv sakramenter (1861), der ligesom andre af Overbecks tegninger er mangfoldiggjorte ved reproduktion. 
I 1819 flyttede Overbeck fra Isidoroklostret, men blev i Rom og virkede som professor ved San-Luca-Akademiet. I Thorvaldsens Museum flere prøver på hans kunst.